# Tepakia caligata
Tepakia caligata är en dagsländeart som beskrevs av Towns och Peters 1996. Tepakia caligata ingår i släktet Tepakia och familjen starrdagsländor. Inga underarter finns listade i Catalogue of Life.